# Ахмад-шах II
Кутб-уд-Дин Ахмад-Шах II, урожденный Джалал-Хан (1429 — май 1458) — султан Гуджарата из династии Музаффаридов (1451—1458). Он победил армию малавского султана в битве при Кападвандже. Он попытался захватить соседнее княжество Нагаур и вступил в конфликт с раной Кумбха из Читтора.

## Биография
Сын гуджаратского султана Мухаммад-шаха II, правившего в 1442—1451 годах. В 1451 году после смерти своего отца знать посадила на султанский престол Джалал-Хана с титулом Кутб-уд-Дин или Кутб-уд-Дин Ахмед Шах II. Малавский султан Махмуд Хилджи (1436—1469) во главе большой армии вторгся в Гуджарат и осадил город Султанпур. Комендант крепости Малик Ала-уд-Дин сдал форт и в награду был назначен губернатором Манду, столицу Малавского султаната. В битве при Кападвандже гуджаратская армия под командованием Ахмад-шаха разгромила войско малавского султана. Во время сражения Махмуд Хилджи смог прорваться в гуджаратский лагерь, где захватил корону и драгоценный пояс Ахмад-шаха.

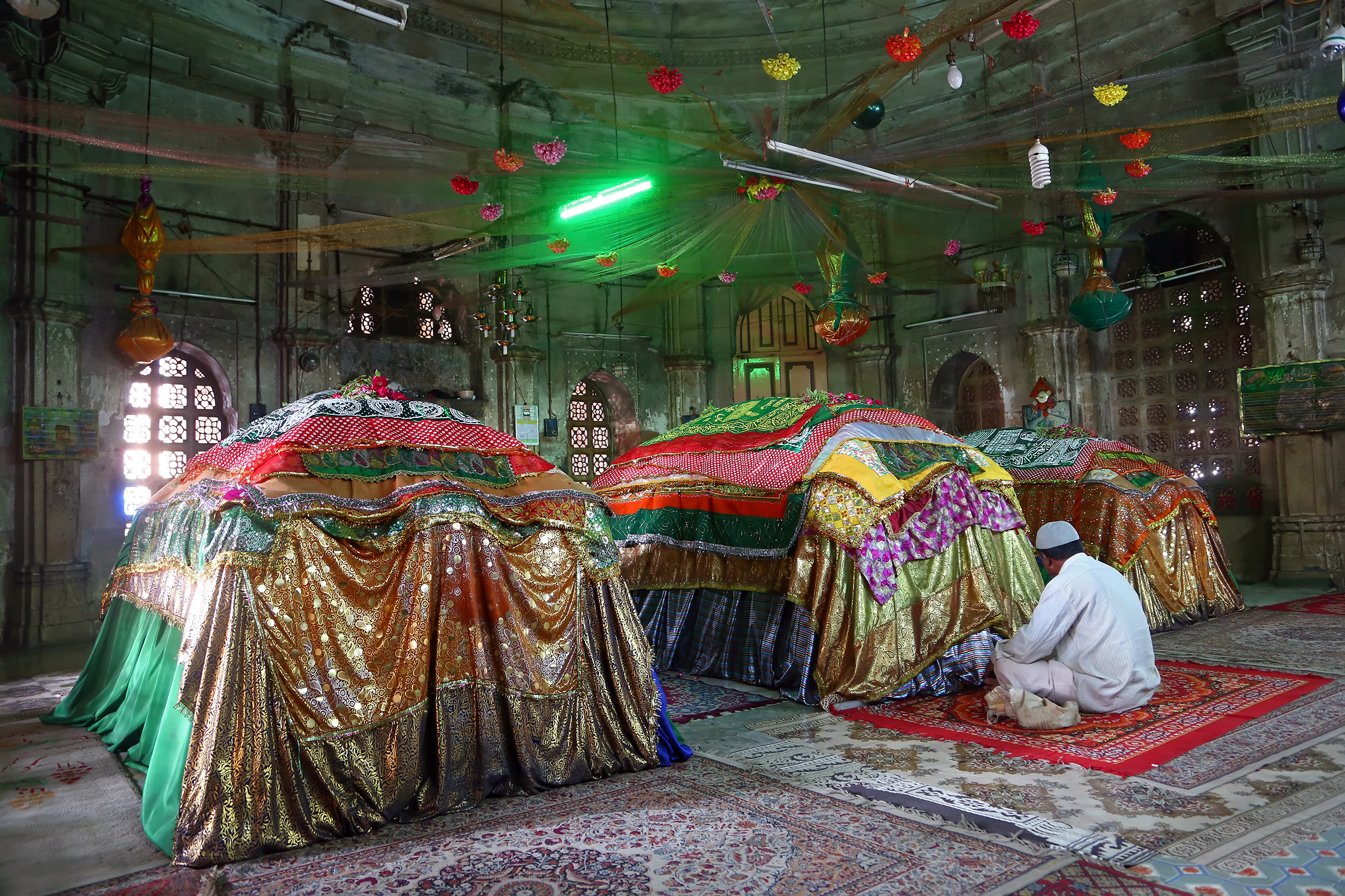
Гробница гуджаратского султана Ахмад-шаха в Ахмадабаде

В том же году Махмуд Хилджи попытался захватить область Нагаур, где правил Фируз-хан, двоюродный брат гуджаратского султана. Кутб-уд-Дин Ахмад-шах отправил к нему на помощь гуджаратскую армию. При приближении гуджаратской армии к Самбхару малавский султан отступил в свои владения. В это же время скончался и Фируз-хан. Тогда же рана Кумбха из Читтора вмешался в дела Нагаура, действия от имени Шамс-хана, который был лишен владений своим братом Муджахид-ханом. Последний изгнал Шамс-хана из Нагаура. Но так как Шамс-хан отказался разрушить укрепления Нагаура, то рана Читтора с армией вторгся в Нагаур, чтобы захватить это княжество. Шамс-хан бежал из своих владений и обратился за помощью к Кутб-уд-Дину Ахмад-шаху, отдав ему свою дочь в жены. Гуджаратский султан отправил армию в Нагаур, чтобы изгнать оттуда рану. В битве близ Нагаура гуджаратское войско потерпело поражение, а рана, опустошив окрестности города, вернулся в Читтор. В 1455—1456 годах, чтобы отомстить за этот набег, Ахмад-шах выступил в поход на Читтор. По пути к нему в лагерь прибыл раджа Девра из Сирохи, прося его взять крепость Маун-Абу, часть наследственных владений Сирохи, которую рана Читтора отнял у его дома. Гуджаратский султан приказал одному из своих военачальников, Малику Шаабану, захватить Абу и вернуть крепость вождю клана Девра, а сам продолжил наступление на Кумбхальмер. Малик Шаабан запутался в ущельях близ Абу и был разбит и вскоре после заключения мира между султаном Ахмад-шахом и раной вернулся в Гуджарат. Вскоре малавский султан предложил гуджаратскому султану объединиться против раджи Читтора, чтобы захватить его княжество и разделить его поровну между победителями. Ахмад-шах согласился и в 1456—1457 годах выступил в новый поход против раны. Крепость Абу была взята и передана радже Девре. ахмад-шах подошел к Кумбхальмеру, разорил его окрестности и выступил на Читтор. По пути к Читтору его встретил рана со своим войском. В сражении рана был разбит и отступил к своей столице. Гуджаратский султан Ахмад-шах осадил Читтор. Рана вынужден был согласиться платить дань и не нападать на Нагаур, а Ахмад-шах отступил в Гуджарат. Тем временем рана Читтора, уступив малавскому султану Мандисор, примирился с ним и в течение трех месяцев напал на Нагаур. Ахмад-шах собрал армию и выступил из столицы. Когда рана узнал, что гуджаратский султан выступил в поход, он отступил, а султан вернулся в Ахмадабад. В 1458 году Ахмад-шах вновь повел армию через Сирохи и Кумбхальмер на княжество Читтор, которое было опустошено. Вскоре после своего возвращения из похода, согласно одному сообщению, в результате случайного ранения мечом, согласно другому сообщению, отравленный своей женой, Кутб-уд-Дин Ахмад-шах скончался в мае 1458 года. Его правление длилось семь лет и семь дней. Он получил посмертный титул — Султан-и-Гази.

## Преемственность
После смерти Ахмад-шаха II гуджаратская знать возвела на престол его дядю Дауд-шаха, сына султана Ахмад-шаха I. Но так как султан Дауд-шах стал назначать людей простого происхождение на высокие должности в правительстве и совершал неправомерные поступки, вскоре он был свергнут с трона. Его правление продолжалось семь, или согласно некоторым источникам, двадцать семь дней. В 1459 году на вакантный султанский трон был посажен его сводный брат Фатех-хан, сын султана Мухаммад-шаха II от Биби Мугли, дочери Джама Джуна из династии Самма, правящей в Татте в Синде. Фатех-хан занял престол под тронным именем Абуль Фат Насир-уд-Дин Махмуд Шах I (позднее в народе он стал известен как Махмуд Бегада).

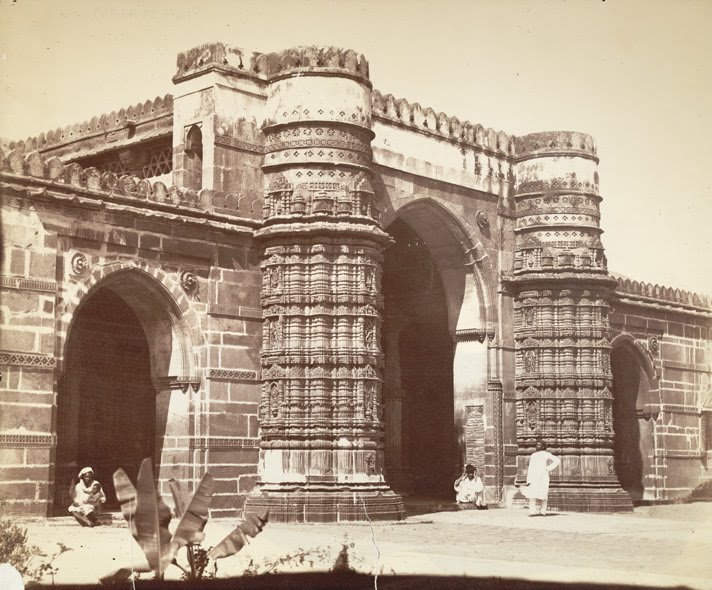
Мечеть Кутб-уд-дина, Ахмадабад (1880 год)

Ахмад-шах построил мечеть Кутб-уд-Дина в Ахмадабаде во время правления своего отца, строительство было завершено в 1446 году.